# Жарна ћелија
Жарне ћелије (книдоците или нематоците) су специјализоване ћелије жарњака којима се ове животиње бране и нападају. Смештене су у епидермису и сконцентрисане највише на пипцима (тентакулама) око усног отвора или на ободу звона код медуза. Могу бити различите грађе и функција. 

## Грађа и функционисање
Жарне ћелије се развијају од интерстицијелних ћелија. Изграђене су од:
- чврсте овалне капсуле која је испуњена течношћу;
- жарног конца (нематоцист) који је веома танак, шупаљ и спакован у чаури у виду спирале; снабдевен је уназад окренутим бодљама;
- сензибилна длачица (книдоцил) која се налази на спољашњој, слободној површини жарне ћелије; книдоцил је једна врста механорецептора.

Притисак или само додир книдоцила изазива надражај жарне ћелије која на њега реагује извраћањем капсуле и избацивањем жарног конца попут еластичне стреле. Жарни конац се обмотава око неког израштаја на телу плена, а његови израштаји се убадају у тело при чему се излучује отрован секрет који паралише жртву. Поред отровног секрета жарне ћелије могу излучивати и лепљиву материју помоћу које се причвршћују за плен.

## Дејство отрова на човека
Отров жарњака углавном није смроносан за човека (изузетак су неке аустралијске врсте), али је зато непријатан и болан. (При одређивању јачине дејства ових отвора треба свакако имати у виду индивидуалну осетљивост.) Место на кожи које је ожарено поцрвени и пече као када се додирне коприва. Најефикаснији поступак који ублажава тегобе је стављање парчета свежег меса на ожарено место. Ензими из меса који разлажу протеине (протеолитички) разложиће и оне из отрова и тиме смањити њихово дејство. Ако то не помогне, код особа које су осетљиве и јаче ожарене, треба утрљати неку антихистаминску или кортизонску маст.
Отрови неких аустралијских врста могу да буду много опаснији па чак и смртоносни за човека па је до сада забележено више таквих, фаталних случајева. 
Медуза звана морска кобра или морска оса (Chironex fleckeri) има јак отров који изазива:
- јаку уртикарију и друге болести зависно од јачине ожарености и индивидуалне осетљивости на отрове жарњака;
- на кожи избијају мехури који пуцају;
- вртоглавицу, пролив, повраћање;
- парализу мишића, колапс па чак и смрт.

Ако је ожерени купач далеко од обале, до смрти може доћи дављењем услед парализе мишића због чега не може да доплива до обале.